# Jean Monnet
Jean Omer Marie Gabriel Monnet (9. november 1888 – 6. marts 1979) var en fransk diplomat, iværksætter, og regnes som arkitekten bag et forenet Europa. Til trods for at han aldrig blev politisk valgt, arbejdede han bag scenen for amerikanske og europæiske regeringer som en pragmatisk internationalist.

## Biografi
Jean Monnet blev født ind i en fransk vinhandlerfamilie i Cognac. Han tilbragte flere år i London og USA, hvor hans fordomsfrihed over den engelsktalende verden var bemærkelsesværdig.
Under første verdenskrig arbejdede Monnet i organisationer for økonomisk samarbejde.
Jean Monnet udtrykte privat sin idé om et nyt Europa:
"Europas nationer bør ledes i retning mod oprettelsen af en superstat, uden at befolkningerne opfatter, hvad der er ved at ske [kilde mangler]."

## Poster
I 1952–1955 var Jean Monnet den første formand for Kul- og Stålunionens Høje Myndighed, der var en forløber for EU-Kommission. 